# Frédéric Mairy
Frédéric Mairy (* 16. Juni 1973 in Fleurier) ist ein Journalist, Schriftsteller und  Politiker (SP) aus dem Kanton Neuenburg. Seit 2024 ist er Neuenburger Staatsrat.

## Leben
Frédéric Mairy stammt aus Fleurier, einer Ortschaft und ehemaligen Gemeinde im Kantonsteil Val de Travers. Er ist der Sohn eines Lehrers, der aus Belgien in die Schweiz eingewandert war, und wuchs in Buttes und in Môtiers, zwei anderen Ortschaften im gleichen Tal, auf. Er absolvierte ein Studium in Journalismus an der Universität Neuenburg, das er 1994 abschloss, und besuchte eine Weiterbildung in Kommunikationswissenschaft an der Universität Strassburg. Danach war er zunächst als Journalist für die Neuenburger Zeitungen L’Express und L’Impartial und danach als Kommunikationsbeauftragter für ein Unternehmen in Paris tätig. Seit 2003 war er Mediensprecher des Kulturbetriebs Théâtre du passage in Neuenburg und wurde ein Jahr später dessen Vizedirektor.

## Politik
2004 trat Frédéric Mairy der Sozialdemokratischen Partei bei, nachdem für Ausländer die aktive Mitwirkung in der Politik ermöglicht worden war. Seit 2007 vertrat er die SP im Conseil général, dem Gemeindeparlament (Legislative), von Travers und, nach der Gemeindefusion, von Val-de-Travers. 2013 wurde er in den Gemeinderat (Exekutive) gewählt. Seit 2016 präsidierte er den Neuenburger Gemeindeverband Association des communes neuchâteloises. Er ist Präsident des Regionalvereins Association Région Val-de-Travers.
Nach dem Erwerb des Schweizer Bürgerrechts 2020 kandidierte Mairy bei den Wahlen von 2021 für den Staatsrat (Exekutive des Kantons), zog seine Bewerbung nach dem ersten Wahlgang jedoch zurück. Als Staatsrat Laurent Kurth während der laufenden Legislaturperiode per Ende Februar 2024 vom Amt zurücktrat, kandidierte Frédéric Mairy für dessen Nachfolge und wurde bei der Ersatzwahl mit einer Zustimmung von 82,3 Prozent der abgegebenen Stimmen gewählt. Am 1. März 2024 trat er das Amt als Staatsrat an. Er leitet das Departement für Gesundheit, Regionales und Sport. Bei den kantonalen Wahlen vom 23. März 2025 erzielte er das beste Resultat aller für den Staatsrat Kandidierenden und übertraf – so wie auch Florence Nater (ebenfalls SP) – schon im ersten Wahlgang das absolute Mehr.

## Publikationen
- De verdiers de cerises de neige. Nicolas Bouvier, suite. Éditions Slatkine. Genf 2010.
- Bref éloge de la fin. Éditions d’Autre part. Genf 2011. ISBN 978-2-940350-23-0
- Citadelle de sable. Éditions d’Autre part. Genf 2020. ISBN 9782940518647
- Cours toujours. Éditions Alphil. Neuenburg 2023. ISBN 978-2-88930-544-5